# Insalata capricciosa
L'insalata capricciosa, o capricciosa, è un antipasto tipico della cucina italiana. Simile all'insalata russa, la capricciosa viene preparata mescolando cubetti di prosciutto, formaggio, olive, funghi sott'olio e verdure tagliate à la julienne a piacere, fra cui carote, sedano rapa e carciofi e maionese che funge da legante.
Benché sia considerata una specialità del Piemonte, secondo alcuni l'insalata capricciosa non ha specifiche radici tradizionali, ma avrebbe ottenuto successo nelle gastronomie e nella cucina familiare.